# Baro

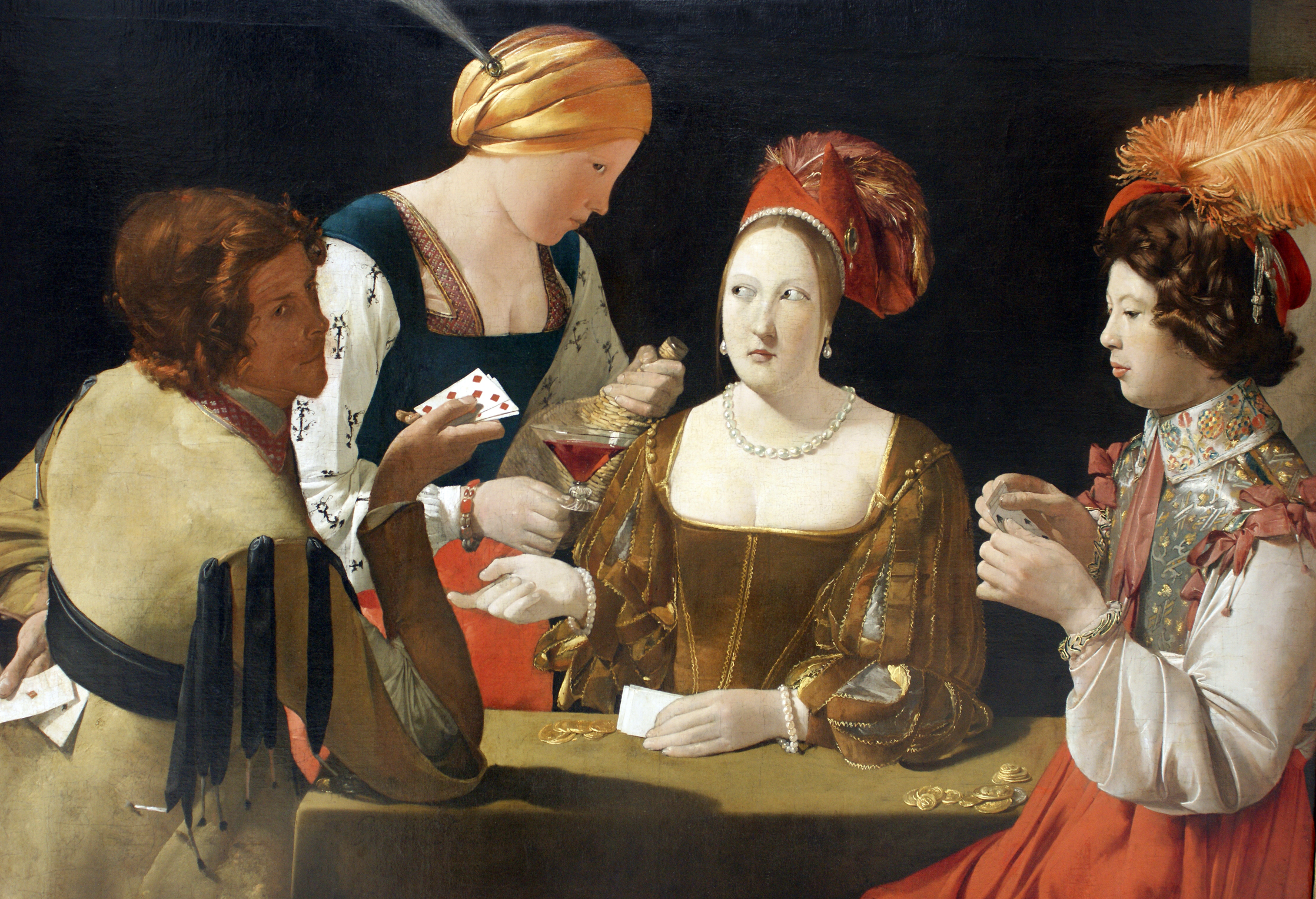
Il baro (1645 circa) di Georges de La Tour

Il baro, nel gioco, è colui che opera scorrettezze al fine di assicurarsi un miglior risultato, intenzionalmente al di fuori o addirittura contro le regole; l'attività del baro, nella maggior parte dei casi, non è resa palese agli altri. Il baro è persona in genere invisa ai normali giocatori, in quanto impedisce il regolare svolgimento del gioco.
Particolarmente grave è il barare in ambito di giochi d'azzardo, ovvero con premio in denaro; può costituire addirittura un reato, assai prossimo a quello di truffa.